# デシベル
デシベル（英語: decibel、記号: dB）は、諸々の物理量を基準量との比によって示すときのその対数のとりかたを示す単位であり、底を10として対数をとり、得られた値をさらに10倍してあることを示す。なお、ベルは対数の底が10であることを示す単位であり、デシは10分の1を示す接頭辞である。もっぱらデシベルが使用され、ベルが単独で計量に使用されることが稀であるがこの理由は後述する。
デシベルは、電気工学や振動・音響工学などの分野で頻用され、音の強さ、音圧レベル、電力比や電気機器の利得等の物理量を、特定の基準に対する比の対数の数値で表すときの単位である。
国際単位系（SI）においては、ベルおよびネーパと並んでSI併用単位に位置付けられている。なおSIにおいて比の対数の数値として表される量は無次元量である。
日本の計量法においては、SI単位のない量についての非SI単位と位置づけられていて、電磁波の減衰量、音圧レベル、振動加速度レベルの3つの物象の状態の量に対応する法定計量単位である。

## 定義
計量法における定義は次のとおり。
- 電磁波の減衰量についてのデシベル：減衰前の電磁波の電力の減衰後の電磁波の電力に対する比の常用対数の十倍
- 音圧レベルについてのデシベル：音圧実効値（パスカルで表した大気中における圧力の瞬時値と静圧との差の二乗の一周期平均の平方根をいう。以下同じ。）の十万分の二に対する比の常用対数の二十倍又は音圧実効値に経済産業省令で定める聴感補正を行って得られた値の十万分の二に対する比の常用対数の二十倍
- 振動加速度レベルについてのデシベル：振動加速度実効値（メートル毎秒毎秒で表した加速度の瞬時値の二乗の一周期平均の平方根をいう。以下同じ。）の十万分の一に対する比の常用対数の二十倍又は振動加速度実効値に経済産業省令で定める感覚補正を行って得られた値の十万分の一に対する比の常用対数の二十倍

## 概説
都合上、まず「ベル」について解説する。
「ベル」の語源は、アレクサンダー・グラハム・ベルが電話における電力の伝送減衰を表わすのに最初に用いたことに由来する。

### ベル
物理量のレベル表現とは、基準となる物理量に対するその物理量の比を対数で表した量である。底が 10 の常用対数で表す単位がベル（bel、記号: B）、底がネイピア数の自然対数で表す単位がネーパ（英語: neper、記号: Np）である。
基準量を A0 としたとき、物理量 A のレベル表現が LA であるとき
{\displaystyle {\begin{aligned}{\frac {A}{A_{0}}}&=10^{L_{A}/{\text{B}}},\\L_{A}/{\text{B}}&=\log _{10}{\frac {A}{A_{0}}}\end{aligned}}}
の関係がある。
ベルは十進法における桁の差を表したものと言える。例えば、A が A0 の1000倍、すなわちちょうど3桁大きい場合
{\displaystyle L_{A}/{\text{B}}=\log _{10}{\frac {1000\,A_{0}}{A_{0}}}=\log _{10}1000=3}
となり LA = 3 B である。
例えばゲインが1段で100倍のアンプを2段重ねると、全体のゲインは 100 × 100 で10000倍になる。これをベルであらわすと、1段は2ベル（= log10 100）である。それが 2 + 2 = 4 で、全体で4ベルすなわち10000倍となる。このように、対数で表現することで、倍率と倍率の組み合わせで乗算になる計算を、加算で済ませることができる、という利便性がある。
さらに1000倍×1000倍といった値を扱う分野では1/100万（=10−6）から100万（=106）のように幅広い桁数の値を扱うことになるが、ベルの値であれば−6から+6と扱い易い値でとりあつかうことができる。

### デシベル
比を常用対数で表すベルは便利で明快だが、実用上よく使われる 1/10 倍から 10 倍の範囲が −1 B から +1 B となる。つまり多くの場合 −0.x B とか +0.x B となり、少々使い勝手が悪い。そこで値が 10 倍になるよう単位の方を 1/10 倍にしたデシベルが通常使われる。デシベルはベルに 10−1 を意味する SI接頭語デシ（記号: d）を付けたものである。
基準量 A0 に対する A のレベル表現 LA をデシベルによって表すと
{\displaystyle L_{A}/{\text{dB}}=10\log _{10}{\frac {A}{A_{0}}}\approx \log _{1.259}{\frac {A}{A_{0}}}}
となる。
その定義から、 0 dB で 1 倍、 10 dB で 10 倍、 20 dB で 100 倍である。 1 dB は約 1.259 倍である。また「10 dB で 1 桁違う」ことから「1 dB で 0.1 桁違う」とも言える。
デシベルによる表現は、音の強さ（音圧レベル）や、電力の比較、減衰などをエネルギー比で表すのに使用される。音のレベルをdb（デシベル）で示すメーターを、「ピーク・メーター（Peak Meter)」と言う（「たった1人のフルバンド　YMOとシンセサイザーの秘密」松武秀樹、勁文社、1981年、p219）。

レベル表現は二つの量の相対的な関係を表現するものだが、絶対的な値を表現するために各分野で基準値である 0 dB に相当する量が定義されている。
電磁波の減衰量、音圧レベル、振動加速度レベルについては、計量法において「取引又は証明」に用いるべき単位としてデシベルを定めている。後 2 者は、それぞれ、音圧（Pa）および振動の加速度（m/s2）の基準値に基づいて定義された絶対デシベルである。電磁波の減衰量は比をデシベルで表現したもの（相対デシベル）である。

## 電力利得と電圧利得
デシベルは増幅器や減衰器の利得（ゲイン）を表す場合にも用いられる。工学の分野でデシベルを用いて表現する場合、対数をとる対象はパワーに相当する次元の物理量の比とするのが一般的である。
すなわち、デシベルで表す電力利得 LP は、入力電力を Pin 、出力電力を Pout とすると、
{\displaystyle L_{P}=10\log _{10}\left({\frac {P_{\text{out}}}{P_{\text{in}}}}\right){\text{dB}}}
である。
一方、電圧や音圧などの交流信号の振幅からデシベルで表す利得LVを求める場合、パワーは振幅の2乗に比例すると仮定し、
{\displaystyle L_{V}=10\log _{10}\left({\frac {{V_{\text{out}}}^{2}}{{V_{\text{in}}}^{2}}}\right)=10\log _{10}\left({\frac {V_{\text{out}}}{V_{\text{in}}}}\right)^{2}=20\log _{10}\left({\frac {V_{\text{out}}}{V_{\text{in}}}}\right){\text{dB}}}
として計算する。ここに、Vinは入力電圧、Voutは出力電圧である。
ここで注意する必要があるのは、定義が {\displaystyle 20\log _{10}\left(\right)} なのではなく、{\displaystyle 10\log _{10}\left(\right)^{2}} の式変形の結果として乗じる係数が20となっている点である。
これは電気回路で入出力のインピーダンスが等しい場合に相当し、この条件下では明らかに以下の関係が成立する。
{\displaystyle L_{P}=L_{V}}

## 相対量としてのデシベル
相対量としてのデシベルは任意にとった基準量との比をデシベルによるレベル表現で表すものである。相対量であることを明示するために dBr という表記をする場合もある。
デシベル値・場の量（電圧など）の比・工率の量（電力など）の比を表にして示す。
| デシベル値 | 場の量の比 | 工率の量の比 |
| ---------- | ---------- | ------------ |
| 0 dB       | 1.000 倍   | 1.000 倍     |
| 1 dB       | 1.122 倍   | 1.259 倍     |
| 2 dB       | 1.259 倍   | 1.585 倍     |
| 3 dB       | 1.413 倍   | 1.995 倍     |
| 4 dB       | 1.585 倍   | 2.512 倍     |
| 5 dB       | 1.778 倍   | 3.162 倍     |
| 6 dB       | 1.995 倍   | 3.981 倍     |
| 7 dB       | 2.239 倍   | 5.012 倍     |
| 8 dB       | 2.512 倍   | 6.310 倍     |
| 9 dB       | 2.818 倍   | 7.943 倍     |
| 10 dB      | 3.162 倍   | 10.00 倍     |
| 11 dB      | 3.548 倍   | 12.59 倍     |
| 12 dB      | 3.981 倍   | 15.85 倍     |
| 13 dB      | 4.467 倍   | 19.95 倍     |
| 14 dB      | 5.012 倍   | 25.12 倍     |
| 15 dB      | 5.623 倍   | 31.62 倍     |
| 16 dB      | 6.310 倍   | 39.81 倍     |
| 17 dB      | 7.079 倍   | 50.12 倍     |
| 18 dB      | 7.943 倍   | 63.10 倍     |
| 19 dB      | 8.913 倍   | 79.43 倍     |
| 20 dB      | 10.00 倍   | 100.0 倍     |
| 30 dB      | 31.62 倍   | 1,000 倍     |
| 40 dB      | 100.0 倍   | 10,000 倍    |
| 50 dB      | 316.2 倍   | 100,000 倍   |
| 60 dB      | 1,000 倍   | 1,000,000 倍 |

場の量で 6 dB は約 2 倍、 12 dB は約 4 倍、 14 dB は約 5 倍、 17 dB は約 7 倍、 18 dB は約 8 倍、 19 dB は約 9 倍、 20 dB は正確に 10 倍である。工率の量では 3 dB は約 2 倍、 6 dB は約 4 倍、 7 dB は約 5 倍、 9 dB は約 8 倍、 10 dB は正確に 10 倍である。
場の量である電圧や電流では 10 倍であることを +20 dB とか 20 dB 大きいといい、 1/10 であることを −20 dB とか 20 dB 小さいという。工率の量である電力では 100 倍であることを +20 dB とか 20 dB 大きいといい、 1/100 であることを −20 dB とか 20 dB 小さいという。一見厄介に思えるが、電圧が 10 倍だと電流も 10 倍で電力は 100 倍ということをすべて +20 dB で表現できる。逆に 10 倍ではそれは電圧のことなのか電力のことなのかいちいち確かめなくてはならず、慣れるとむしろデシベルで表現する方がわかりやすい。
ただし、どんな場合でも電圧の 1/2 が −6 dB になるわけではない。たとえば工率を計測する機器で出力電圧の 1/2 が工率の 1/2 を表す場合、それは −6 dB ではなく −3 dB である。当然のことながら表現する対象を考慮する必要がある。

## 絶対量としてのデシベル
基準となる物理量をあらかじめ決めておくと、物理量を直ちにデシベルでレベル表現できるようになる。これは音響など特定の分野で非常に便利であり多用される。その例を列挙する。
ただし国際度量衡総会（CGPM）の立場では、デシベルはあくまで相対量を表すものであり、基準量を示す必要があるとしている。その表現方法として、アメリカ国立標準技術研究所（NIST） から発行されている「Guide for the Use of the International System of Units (SI)」の 7.4 節に次のように記されている。

ある量の値を表現するときに、量やその測定条件に関する情報を提供するために、単位に文字や記号を添えるのは正しくない。代わりに、量記号に文字や記号を添えるべきである。
良い例: Vmax = 1000 V

悪い例: V = 1000 Vmax

註: V は電位差の量記号である。

従って下記に示す x dBSPL などの表記も正しくなく、 Lp (re 20 µPa) = x dB もしくは Lp/(20 µPa) = x dB と表記するべき、というのが CGPM の立場である。いちいち Lp (re 20 µPa) = x dB などとやっていられない場合（たとえば図中に記入する場合）、 x dB (20 µPa) のような表記を CGPM は認めている。
（要するに CGPM は dBSPL とか dBSIL といった特定用途向けの単位を乱造するのではなく、 20 µPa なり 1 pW/m2 なりの基準量を明示して、 dB はあくまでも相対量として使うべきという主張をしている。）
dBSPL（Sound Pressure Level, 音圧レベル）
音の圧力である音圧に対して用いられる。媒体が空気の場合、基準量は 20 µPa（0 dBSPL = 20 µPa = 20×10−6 Pa）。 20 µPa はかつて人間の 1 kHz における最小可聴値とされていた。現在の等ラウドネス曲線（ISO 226:2003）によれば 1 kHz における最小可聴値は 30 µPa 程度だが、音圧レベルの基準が変わっては困るのでそのままになっている。
dBSIL（Sound Intensity Level, 音の強さのレベル）
単位断面積を単位時間あたりに通過する音のエネルギーである音の強さに対して用いられる。基準量は 1 pW/m2 (0 dBSIL = 1 pW/m2 = 10−12 W/m2)。
dBFS（英: Full Scale）
デジタル音声のレベルに対して用いられる（アナログ音声には用いない）。基準量は規格上の最大レベル。したがって基本的には 0 dBFS がレベルの上限となる。ただし扱う波形が正弦波に限らない場合、実効値は 0 dBFS 正弦波の実効値を超える場合がある。
dBW, dB(W)
1 W を基準量とする電力のレベル表現（0 dBW = 1 W）。
dBm, dB(mW)
1 mW を基準量とする電力のレベル表現（0 dBm = 1 mW = 10−3 W）。音響の分野で誤って電圧に対して用いられていることがある（dBv の項を参照）。
dBp, dB(pW)
1 pW （ピコワット）を基準量とする電力のレベル表現（0 dBp = 1 pW = 10−12 W）。無線通信など小さい電力を扱う分野で用いられる。
dBf, dB(fW)
1 fW （フェムトワット）を基準量とする電力のレベル表現（0 dBf = 1 fW = 10−15 W）。無線通信など小さい電力を扱う分野で用いられる。
dBV, dB(V)
1 Vr.m.s. を基準量とする電圧のレベル表現（0 dBV = 1 V）。
dBv
775 mVr.m.s. を基準量とする電圧のレベル表現（0 dBv = 775 mVr.m.s. = 0.775 Vr.m.s.）。主に業務用音響機器の音声信号に対して用いられ、 600 Ω純抵抗の消費電力が x dBm のときの電圧が x dBv という関係にある。古典的な業務用音響機器は 600 Ωでインピーダンス整合されており、信号レベルの単位には dBm が用いられていた。実際には電力でなく電圧を見ている場合が多かったが、インピーダンスが決まっていれば電力と電圧は一対一で対応するので問題なかったのである（50 Ω, 75 Ωなどで整合される高周波回路でも同じ）。後に 600 Ωで整合されない機器が多くなり、対象を明確に電圧に変える必要に迫られ、 600 Ωにおいて dBm と互換性があるように考えられたのがこの dBv という単位である。しかし dBV と非常に紛らわしいため、現在では dBu と表記する方が普通。なお、信号レベルの単位に dBm が用いられていた時代が長かったため、現在でも誤って dBm が電圧に対して 0 dBm = 775 mVr.m.s. として用いられていることがある。
dBu
意味は dBv と全く同じ。 dBv が dBV と非常に紛らわしいため、現在では dBu の方が普通。
dBs
意味は dBv と全く同じ。日本放送協会で使われるが、それ以外ではほとんど見かけない。
dBµV, dB(µV)
1 µVr.m.s. を基準量とする電圧のレベル表現（0 dBµV = 1 µVr.m.s. = 10−6 Vr.m.s.）。主に無線通信の分野で用いられる。
EMF (ElectroMotive Force)
無線通信の分野で高周波信号発生器（SG）の出力電圧を表す場合、 SG 出力を終端した状態の電圧（終端電圧）で表す場合と SG 出力を開放した状態の電圧（起電力、 Electromotive Force）で表す場合とがある。 EMF と表示されていれば起電力である。整合終端では 6 dB の差があり、例えば 50 Ω系の場合、整合終端の 107 dBµV と EMF の 113 dBµV はどちらもほぼ 0 dBm に相当する。日本では業務用無線機や PDC 方式携帯電話機で EMF が用いられることが多く、米国やアマチュア無線では終端電圧が用いられることが多い。規格や仕様によっては EMF が省略され明記されていない場合があり注意が必要である。 dBm, dBf など電力による表示なら間違えるおそれがない。
dBi
アイソトロピックアンテナ（全ての方向に均等に電波を放射する仮想的なアンテナ）を基準とするアンテナの利得。ダイポールアンテナを基準にする場合は dBd または単に dB と表す。 dBi 表記は dBd より 2.15 大きい。

## 符号位置
| 記号 | Unicode | JIS X 0213 | 文字参照          | 名称     |
| ---- | ------- | ---------- | ----------------- | -------- |
| ㏈   | U+33C8  | -          | &#x33C8; &#13256; | デシベル |

Unicodeには、デシベルを表す上記の文字が収録されている。これはCJK互換用文字であり、既存の文字コードに対する後方互換性のために収録されているものであるので、使用は推奨されない。

### 音響・聴覚関連
- ホン
- 音圧 - 音圧レベル
- 聴覚障害者
- 等ラウドネス曲線